# Séries éliminatoires de la Coupe Stanley 1936
Année précédente Année suivante
Les séries éliminatoires de la Coupe Stanley 1936 font suite à la saison 1935-1936 de la Ligue nationale de hockey. Les Red Wings de Détroit remportent la Coupe Stanley après avoir battu en finale les Maple Leafs de Toronto sur le score de 3 matchs à 1.

## Arbre de qualification
|  | Quarts de finale       | Quarts de finale         | Quarts de finale       | Quarts de finale       |                        |                        | Demi-finales      | Demi-finales      | Demi-finales      | Demi-finales      |  |  | Finale              | Finale              | Finale              | Finale              |
|  |                        |                          |                        |                        |                        |                        |                   |                   |                   |                   |  |  |                     |                     |                     |                     |
|  |                        |                          |                        |                        |                        |                        | 24, 26 et 29 mars | 24, 26 et 29 mars | 24, 26 et 29 mars | 24, 26 et 29 mars |  |  | 5, 7, 9 et 11 avril | 5, 7, 9 et 11 avril | 5, 7, 9 et 11 avril | 5, 7, 9 et 11 avril |
|  |                        |                          |                        |                        |                        |                        | 24, 26 et 29 mars | 24, 26 et 29 mars | 24, 26 et 29 mars | 24, 26 et 29 mars |  |  | 5, 7, 9 et 11 avril | 5, 7, 9 et 11 avril | 5, 7, 9 et 11 avril | 5, 7, 9 et 11 avril |
|  |                        |                          |                        |                        |                        |                        | 24, 26 et 29 mars | 24, 26 et 29 mars | 24, 26 et 29 mars | 24, 26 et 29 mars |  |  | 5, 7, 9 et 11 avril | 5, 7, 9 et 11 avril | 5, 7, 9 et 11 avril | 5, 7, 9 et 11 avril |
|  |                        |                          |                        |                        |                        |                        | 24, 26 et 29 mars | 24, 26 et 29 mars | 24, 26 et 29 mars | 24, 26 et 29 mars |  |  | 5, 7, 9 et 11 avril | 5, 7, 9 et 11 avril | 5, 7, 9 et 11 avril | 5, 7, 9 et 11 avril |
|  |                        |                          |                        |                        |                        |                        | 24, 26 et 29 mars | 24, 26 et 29 mars | 24, 26 et 29 mars | 24, 26 et 29 mars |  |  | 5, 7, 9 et 11 avril | 5, 7, 9 et 11 avril | 5, 7, 9 et 11 avril | 5, 7, 9 et 11 avril |
|  | Red Wings de Détroit   | Red Wings de Détroit     | 3                      | 3                      |                        |                        |                   |                   |                   |                   |  |  | 5, 7, 9 et 11 avril | 5, 7, 9 et 11 avril | 5, 7, 9 et 11 avril | 5, 7, 9 et 11 avril |
|  | Red Wings de Détroit   | Red Wings de Détroit     | 3                      | 3                      |                        |                        |                   |                   |                   |                   |  |  | 5, 7, 9 et 11 avril | 5, 7, 9 et 11 avril | 5, 7, 9 et 11 avril | 5, 7, 9 et 11 avril |
|  |                        |                          | Maroons de Montréal    | Maroons de Montréal    | 0                      | 0                      |                   |                   |                   |                   |  |  | 5, 7, 9 et 11 avril | 5, 7, 9 et 11 avril | 5, 7, 9 et 11 avril | 5, 7, 9 et 11 avril |
|  |                        |                          |                        |                        | 0                      | 0                      |                   |                   |                   |                   |  |  | 5, 7, 9 et 11 avril | 5, 7, 9 et 11 avril | 5, 7, 9 et 11 avril | 5, 7, 9 et 11 avril |
|  |                        | 28 et 30 mars et 2 avril |                        |                        |                        |                        |                   |                   |                   |                   |  |  | 5, 7, 9 et 11 avril | 5, 7, 9 et 11 avril | 5, 7, 9 et 11 avril | 5, 7, 9 et 11 avril |
|  |                        |                          |                        |                        |                        |                        |                   |                   |                   |                   |  |  | 5, 7, 9 et 11 avril | 5, 7, 9 et 11 avril | 5, 7, 9 et 11 avril | 5, 7, 9 et 11 avril |
|  | Red Wings de Détroit   | Red Wings de Détroit     | 3                      | 3                      |                        |                        |                   |                   |                   |                   |  |  |                     |                     |                     |                     |
|  | Red Wings de Détroit   | Red Wings de Détroit     | 3                      | 3                      | 24 et 26 mars          |                        |                   |                   |                   |                   |  |  |                     |                     |                     |                     |
|  |                        |                          | Maple Leafs de Toronto | Maple Leafs de Toronto | 1                      | 1                      |                   |                   |                   |                   |  |  |                     |                     |                     |                     |
|  | Maple Leafs de Toronto | Maple Leafs de Toronto   | Maple Leafs de Toronto | Maple Leafs de Toronto | 1                      | 1                      | 8                 | 8                 |                   |                   |  |  |                     |                     |                     |                     |
|  | Maple Leafs de Toronto | Maple Leafs de Toronto   |                        |                        |                        |                        |                   |                   |                   |                   |  |  |                     |                     |                     |                     |
|  | Bruins de Boston       | Bruins de Boston         | 6                      | 6                      |                        |                        |                   |                   |                   |                   |  |  |                     |                     |                     |                     |
|  | Bruins de Boston       | Bruins de Boston         | 6                      | 6                      | Maple Leafs de Toronto | Maple Leafs de Toronto | 2                 | 2                 |                   |                   |  |  |                     |                     |                     |                     |
|  | 24 et 26 mars          |                          |                        |                        | Maple Leafs de Toronto | Maple Leafs de Toronto | 2                 | 2                 |                   |                   |  |  |                     |                     |                     |                     |
|  |                        |                          | Americans de New York  | Americans de New York  | 1                      | 1                      |                   |                   |                   |                   |  |  |                     |                     |                     |                     |
|  | Americans de New York  | Americans de New York    | Americans de New York  | Americans de New York  | 1                      | 1                      | 7                 | 7                 |                   |                   |  |  |                     |                     |                     |                     |
|  | Americans de New York  | Americans de New York    |                        |                        |                        |                        |                   | 7                 |                   |                   |  |  |                     |                     |                     |                     |
|  | Black Hawks de Chicago | Black Hawks de Chicago   | 5                      | 5                      |                        |                        |                   |                   |                   |                   |  |  |                     |                     |                     |                     |
|  | Black Hawks de Chicago | Black Hawks de Chicago   | 5                      | 5                      |                        |                        |                   |                   |                   |                   |  |  |                     |                     |                     |                     |
|  |                        |                          |                        |                        |                        |                        |                   |                   |                   |                   |  |  |                     |                     |                     |                     |

## Résultats détaillés

### Quarts de finale
Les quarts de finale opposent les deuxièmes et troisièmes équipes de chaque division avec deux rencontres à chaque fois le vainqueur de la série déterminé au nombre de buts inscrits. Malgré une victoire 3-0 des Bruins lors de la première rencontre, et donc d'un blanchissage de Thompson, ce sont les Maple Leafs qui remportent la série en gagnant le deuxième match 8-3.
L'autre série commence également par un blanchissage sur le score de 3-0, cette fois par Roy Worters des Americans. Le meilleur pointeur de la saison, Sweeney Schriner, inscrit deux buts pour son équipe. Les joueurs de Chicago parviennent à remporter le deuxième match de la série mais le score final étant de 5-4 pour les Black Hawks, les Americans se qualifient avec une meilleure différence de buts.

#### Toronto contre Boston
| 24 mars 1936 | Bruins de Boston | 3-0 (0-0, 0-2, 0-1) | Maple Leafs de Toronto | Boston Garden |

| Feuille de match | Feuille de match | Feuille de match | Feuille de match | Feuille de match                     |
| ---------------- | --- | ---------------- | ---------------- | ------------------------------------ |
|                  | J. O'Neil (E. Shore) — 22 min 40 s E. Shore (B. Cowley, B. Siebert, D. Clapper) — 35 min 28 s L. Duguid — 48 min 53 s | 1-0 2-0 3-0      | - -              | Arbitrage : Billy Bell Odie Cleghorn |
| T. Thompson      | Gardiens | G. Hainsworth    |                  | Arbitrage : Billy Bell Odie Cleghorn |
|                  | |                  |                  | Arbitrage : Billy Bell Odie Cleghorn |
| 12               | Tirs | 35               |                  | Arbitrage : Billy Bell Odie Cleghorn |

| 26 mars 1936 | Maple Leafs de Toronto | 8-3 (1-0, 1-6, 1-2) | Bruins de Boston | Maple Leaf Gardens 14 000 spectateurs |

| Feuille de match | Feuille de match | Feuille de match                            | Feuille de match                                                                                      | Feuille de match                     |
| ---------------- | --- | ------------------------------------------- | --- | ------------------------------------ |
|                  | - K. Clancy (J. Shill, J. Primeau) — 27 min 26 s C. Conacher (J. Shill, J. Primeau) — 27 min 56 s R. Horner (A. Jackson) — 31 min 36 s C. Conacher (A. Jackson) — 36 min 55 s H. Jackson (C. Conacher, P. Kelly) — 37 min 58 s B. Boll (B. Thoms, F. Finnigan) — 39 min 14 s - C. Conacher — 50 min 59 s - B. Boll — 53 min 55 s | 0-1 1-1 2-1 3-1 4-1 5-1 6-1 6-2 7-2 7-3 8-3 | B. Cowley (R. Jenkins) — 1 min 38 s - B. Cowley (J. O'Neil) — 39 min 41 s - C. Weiland — 51 min 3 s - | Arbitrage : Odie Cleghorn Billy Bell |
| G. Hainsworth    | Gardiens | T. Thompson                                 | | Arbitrage : Odie Cleghorn Billy Bell |
|                  | |                                             | | Arbitrage : Odie Cleghorn Billy Bell |
| 47               | Tirs | 19                                          | | Arbitrage : Odie Cleghorn Billy Bell |

#### Americans de New York contre Chicago
| 24 mars 1936 | Americans de New York | 3-0 (0-2, 0-0, 0-1) | Black Hawks de Chicago | Madison Square Garden 13 000 spectateurs |

| Feuille de match | Feuille de match | Feuille de match | Feuille de match | Feuille de match                     |
| ---------------- | --- | ---------------- | ---------------- | ------------------------------------ |
|                  | S. Schriner (L. Carr, A. Chapman) — 1 min 53 s — S. Schriner (A. Chapman, N. Stewart) — 16 min 40 s L. Carr (J. Jerwa) — 49 min 52 s | 1-0 2-0 3-0      | -                | Arbitrage : Mike Rodden Duke McCurry |
| R. Worters       | Gardiens | M. Karakas       |                  | Arbitrage : Mike Rodden Duke McCurry |
|                  | |                  |                  | Arbitrage : Mike Rodden Duke McCurry |
|                  | |                  |                  | Arbitrage : Mike Rodden Duke McCurry |

| 26 mars 1936 | Black Hawks de Chicago | 5-4 (2-1, 1-2, 1-2) | Americans de New York | Chicago Stadium |

| Feuille de match | Feuille de match | Feuille de match                    | Feuille de match | Feuille de match                     |
| ---------------- | --- | ----------------------------------- | --- | ------------------------------------ |
|                  | M. March (J. Gottselig, P. Thompson, D. Romnes) — 10 min 30 s - E. Seibert (J. Gottselig, M. March) — 35 min 45 s M. March (P. Thompson, D. Romnes) — 38 min 48 s - D. Romnes (M. March, P. Thompson) — 56 min 18 s E. Seibert (M. March) — 58 min 22 s | 1-0 1-1 1-2 2-2 3-2 3-3 3-4 4-4 5-4 | - H. Oliver (H. Cotton, N. Stewart) — 11 min 55 s J. Jerwa (H. Oliver, 28) — 12 min - E. Wiseman — 39 min 43 s S. Schriner (J. Jerwa) — 55 min 30 s - - | Arbitrage : Mike Rodden Duke McCurry |
| M. Karakas       | Gardiens | R. Worters                          | | Arbitrage : Mike Rodden Duke McCurry |
|                  | |                                     | | Arbitrage : Mike Rodden Duke McCurry |
| 23               | Tirs | 38                                  | | Arbitrage : Mike Rodden Duke McCurry |

### Demi-finales
En même temps que les quarts de finale, la demi-finale entre les meilleures équipes de chaque division débute. Elle oppose les Red Wings de Détroit aux Maroons de Montréal et la qualification se joue au meilleur des cinq matchs. L'autre demi-finale oppose les Americans aux Maple Leafs.
- Toronto 2-1 Americans de New York
- Détroit 3-0 Maroons de Montréal

Le match le plus long des séries a lieu entre les Red Wings et les Maroons : la partie débute à 20 h 30 mais au bout des trois périodes de jeu les deux équipes sont à égalité. Les 9 000 spectateurs qui assistent au match doivent attendre six prolongations pour voir le jeune joueur, Mud Bruneteau, inscrire l'unique but de la soirée pour Détroit. Lors de la deuxième rencontre, les Red Wings s'imposent une nouvelle fois sur la glace des champions en titre par un blanchissage 3-0. Les Maroons ouvrent le score lors du troisième match mais se font remonter et sont éliminés en trois matchs après une nouvelle défaite 2-1.

#### Americans de New York contre Toronto
| 28 mars 1936 | Maple Leafs de Toronto | 3-1 (0-0, 1-0, 0-3) | Americans de New York | Maple Leaf Gardens 13 658 spectateurs |

| Feuille de match | Feuille de match                                                                                       | Feuille de match | Feuille de match             | Feuille de match                   |
| ---------------- | --- | ---------------- | ---------------------------- | ---------------------------------- |
|                  | B. Boll (K. Clancy) — 46 min 23 s H. Jackson (K. Clancy, P. Kelly) — 46 min 56 s B. Boll — 52 min 17 s | 0-1 1-1 2-1 3-1  | E. Wiseman — 20 min 31 s - - | Arbitrage : Bill Stewart Cecil Dye |
| G. Hainsworth    | Gardiens                                                                                               | R. Worters       |                              | Arbitrage : Bill Stewart Cecil Dye |
|                  | |                  |                              | Arbitrage : Bill Stewart Cecil Dye |
| 30               | Tirs                                                                                                   | 14               |                              | Arbitrage : Bill Stewart Cecil Dye |

| 30 mars 1936 | Americans de New York | 1-0 (0-0, 0-1, 0-0) | Maple Leafs de Toronto | Madison Square Garden 12 000 spectateurs |

| Feuille de match | Feuille de match                                 | Feuille de match | Feuille de match | Feuille de match                           |
| ---------------- | ------------------------------------------------ | ---------------- | ---------------- | ------------------------------------------ |
|                  | J. Jerwa (S. Schriner, A. Chapman) — 36 min 15 s | 1-0              | -                | Arbitrage : Bill Stewart Eusèbe Daigneault |
| R. Worters       | Gardiens                                         | G. Hainsworth    |                  | Arbitrage : Bill Stewart Eusèbe Daigneault |
|                  |                                                  |                  |                  | Arbitrage : Bill Stewart Eusèbe Daigneault |
| 30               | Tirs                                             | 26               |                  | Arbitrage : Bill Stewart Eusèbe Daigneault |

| 2 avril 1936 | Maple Leafs de Toronto | 3-1 (1-1, 0-0, 0-2) | Americans de New York | Maple Leaf Gardens |

| Feuille de match | Feuille de match | Feuille de match | Feuille de match                                     | Feuille de match                           |
| ---------------- | --- | ---------------- | ---------------------------------------------------- | ------------------------------------------ |
|                  | H. Jackson (B. Davidson, P. Kelly) — 14 min 26 s B. Thoms (B. Boll) — 52 min 51 s K. Clancy (B. Thoms, B. Boll) — 58 min 33 s | 1-0 1-1 2-1 3-1  | - N. Stewart (J. Jerwa, H. Oliver) — 15 min 25 s - - | Arbitrage : Bill Stewart Eusèbe Daigneault |
| R. Worters       | Gardiens | G. Hainsworth    |                                                      | Arbitrage : Bill Stewart Eusèbe Daigneault |
|                  | |                  |                                                      | Arbitrage : Bill Stewart Eusèbe Daigneault |
|                  | |                  |                                                      | Arbitrage : Bill Stewart Eusèbe Daigneault |

#### Maroons de Montréal contre Détroit
| 24 mars 1936 | Maroons de Montréal | 0-1 (6 pr) (0-0, 0-0, 0-0, 0-0, 0-0, 0-0, 0-0, 0-0, 0-1) | Red Wings de Détroit | Forum de Montréal 9 000 spectateurs |

| Feuille de match | Feuille de match | Feuille de match | Feuille de match                        | Feuille de match                     |
| ---------------- | ---------------- | ---------------- | --------------------------------------- | ------------------------------------ |
|                  | -                | 0-1              | M. Bruneteau (H. Kilrea) — 176 min 30 s | Arbitrage : Bill Stewart A. G. Smith |
| L. Chabot        | Gardiens         | N. Smith         |                                         | Arbitrage : Bill Stewart A. G. Smith |
|                  |                  |                  |                                         | Arbitrage : Bill Stewart A. G. Smith |
| 90               | Tirs             | 68               |                                         | Arbitrage : Bill Stewart A. G. Smith |

| 26 mars 1936 | Maroons de Montréal | 0-3 (0-0, 0-0, 3-0) | Red Wings de Détroit | Forum de Montréal |

| Feuille de match | Feuille de match | Feuille de match | Feuille de match                                                                                      | Feuille de match                  |
| ---------------- | ---------------- | ---------------- | --- | --------------------------------- |
|                  | -                | 0-1 0-2 0-3      | S. Howe (J. Sorrell) — 49 min 48 s H. Lewis — 56 min 58 s L. Aurie (M. Barry, H. Lewis) — 59 min 20 s | Arbitrage : Bill Shave Red Synott |
| L. Chabot        | Gardiens         | N. Smith         | | Arbitrage : Bill Shave Red Synott |
|                  |                  |                  | | Arbitrage : Bill Shave Red Synott |
| 36               | Tirs             | 29               | | Arbitrage : Bill Shave Red Synott |

| 29 mars 1936 | Red Wings de Détroit | 2-1 (1-0, 0-1, 0-1) | Maroons de Montréal | Olympia Stadium 13 500 spectateurs |

| Feuille de match | Feuille de match                                                              | Feuille de match | Feuille de match                                | Feuille de match                     |
| ---------------- | ----------------------------------------------------------------------------- | ---------------- | ----------------------------------------------- | ------------------------------------ |
|                  | - J. Sorrell (W. Kilrea) — 34 min R. Bowman (M. Barry, L. Aurie) — 44 min 8 s | 0-1 1-1 2-1      | G. Marker (H. Cain, B. Gracie) — 12 min 2 s - - | Arbitrage : Bill Stewart A. G. Smith |
| N. Smith         | Gardiens                                                                      | L. Chabot        |                                                 | Arbitrage : Bill Stewart A. G. Smith |
|                  |                                                                               |                  |                                                 | Arbitrage : Bill Stewart A. G. Smith |
| 23               | Tirs                                                                          | 21               |                                                 | Arbitrage : Bill Stewart A. G. Smith |

### Finale
Les Red Wings de Détroit ont gagné la finale de la Coupe Stanley sur le score de 3 matchs à 1 face aux Maple Leafs de Toronto.
| 5 avril 1936 | Red Wings de Détroit | 3-1 (3-1, 0-0, 0-0) | Maple Leafs de Toronto | Olympia Stadium 13 000 spectateurs |

| Feuille de match | Feuille de match                                                                                 | Feuille de match | Feuille de match                                | Feuille de match                     |
| ---------------- | ------------------------------------------------------------------------------------------------ | ---------------- | ----------------------------------------------- | ------------------------------------ |
|                  | W. McDonald — 4 min 53 s S. Howe (D. Young) — 5 min 37 s W. Kilrea (M. Bruneteau) — 12 min 5 s - | 1-0 2-0 3-0 3-1  | - B. Boll (B. Thoms, C. Conacher) — 12 min 15 s | Arbitrage : Bill Stewart A. G. Smith |
| N. Smith         | Gardiens                                                                                         | G. Hainsworth    |                                                 | Arbitrage : Bill Stewart A. G. Smith |
|                  |                                                                                                  |                  |                                                 | Arbitrage : Bill Stewart A. G. Smith |
|                  |                                                                                                  |                  |                                                 | Arbitrage : Bill Stewart A. G. Smith |

| 7 avril 1936 | Red Wings de Détroit | 9-4 (4-1, 2-1, 3-2) | Maple Leafs de Toronto | Olympia Stadium 13 000 spectateurs |

| Feuille de match | Feuille de match | Feuille de match                                    | Feuille de match | Feuille de match                     |
| ---------------- | --- | --------------------------------------------------- | --- | ------------------------------------ |
|                  | W. Kilrea (J. Sorrell) — 1 min 30 s M. Barry (R. Bowman) — 4 min 25 s H. Lewis (J. Sorrell, M. Barry, L. Aurie) — 10 min 5 s - W. McDonald (H. Kilrea) — 16 min 55 s J. Sorrell (M. Barry, S. Howe) — 27 min 15 s G. Pettinger (S. Howe, D. Young) — 29 min 10 s - J. Sorrell (W. Kilrea, M. Bruneteau) — 47 min 30 s - G. Pettinger (H. Kilrea) — 52 min 5 s - W. McDonald — 57 min 15 s | 1-0 2-0 3-0 3-1 4-1 5-1 6-1 6-2 7-2 7-3 8-3 8-4 9-4 | - - B. Boll (B. Thoms) — 12 min 35 s - J. Primeau (J. Shill) — 34 min - B. Thoms (B. Boll, B. Davidson, R. Horner) — 49 min 40 s - B. Davidson (F. Finnigan, H. Jackson) — 56 min 10 s - | Arbitrage : Bill Stewart A. G. Smith |
| N. Smith         | Gardiens | G. Hainsworth                                       | | Arbitrage : Bill Stewart A. G. Smith |
|                  | |                                                     | | Arbitrage : Bill Stewart A. G. Smith |
| 33               | Tirs | 32                                                  | | Arbitrage : Bill Stewart A. G. Smith |

| 9 avril 1936 | Maple Leafs de Toronto | 4-3 (pr) (0-1, 0-1, 3-1, 1-0) | Red Wings de Détroit | Maple Leaf Gardens 13 802 spectateurs |

| Feuille de match | Feuille de match | Feuille de match            | Feuille de match                                                                                                | Feuille de match                     |
| ---------------- | --- | --------------------------- | --- | ------------------------------------ |
|                  | - J. Primeau (B. Davidson, R. Horner) — 53 min 10 s P. Kelly (F. Finnigan) — 55 min 21 s P. Kelly (J. Primeau) — 59 min 18 s B. Boll (R. Horner, A. Jackson) — 60 min 31 s | 0-1 0-2 0-3 1-3 2-3 3-3 4-3 | R. Bowman (G. Pettinger) — 9 min 25 s M. Bruneteau — 21 min S. Howe (G. Pettinger, H. Kilrea) — 51 min 15 s - - | Arbitrage : Bill Stewart A. G. Smith |
| G. Hainsworth    | Gardiens | N. Smith                    | | Arbitrage : Bill Stewart A. G. Smith |
|                  | |                             | | Arbitrage : Bill Stewart A. G. Smith |
| 34               | Tirs | 27                          | | Arbitrage : Bill Stewart A. G. Smith |

| 11 avril 1936 | Maple Leafs de Toronto | 2-3 (1-0, 0-2, 1-1) | Red Wings de Détroit | Maple Leaf Gardens 14 728 spectateurs |

| Feuille de match | Feuille de match                                  | Feuille de match    | Feuille de match                                                                                               | Feuille de match                     |
| ---------------- | ------------------------------------------------- | ------------------- | --- | ------------------------------------ |
|                  | J. Primeau — 18 min 11 s - B. Thoms — 50 min 55 s | 1-0 1-1 1-2 1-3 2-3 | - E. Goodfellow (J. Sorrell) — 29 min 55 s M. Barry (H. Lewis) — 30 min 33 s P. Kelly (H. Lewis) — 49 min 45 s | Arbitrage : Bill Stewart A. G. Smith |
|                  |                                                   |                     | | Arbitrage : Bill Stewart A. G. Smith |
|                  |                                                   |                     | | Arbitrage : Bill Stewart A. G. Smith |
| 32               | Tirs                                              | 31                  | | Arbitrage : Bill Stewart A. G. Smith |